# Boyfriend (Ihr Liebhaber)
Boyfriend (Ihr Liebhaber) (Originaltitel: The Boy Friend) ist eine britische Musicalkomödie aus dem Jahr 1971, geschrieben und inszeniert von Ken Russell, basierend auf dem gleichnamigen Musical von Sandy Wilson aus dem Jahr 1953. Für die amerikanische Veröffentlichung nahm Metro-Goldwyn-Mayer umfangreiche Änderungen am Film vor. Das fehlende Material wurde rekonstruiert und der Film 1987 neu veröffentlicht.

## Handlung
Ende der 1920er Jahre hilft die stellvertretende Inspizientin Polly Browne in einem Londoner Vorort des Theatre Royal fröhlich den Ensemblemitgliedern, darunter das alternde Ehepaar Moyra und Percy Parkhill, die zuvor im renommierten Londoner West End aufgetreten waren, dem ehemaligen amerikanischen Kindertanz-Phänomen Tommy und dem attraktiven, aber weit entfernten Star Tony Brockhurst, sich auf die Matinee-Aufführung des Musicals The Boy Friend vorzubereiten. Trotz des spärlichen Publikums und der Abwesenheit des Stars der Vorstellung, Rita Monroe, befiehlt der Regisseur Max Mandeville, die Vorstellung zu beginnen. Als er erfährt, dass Rita sich den Knöchel gebrochen hat, als sie mit ihrem Absatz in eine Wagenschiene geraten ist, befiehlt Max der verängstigten Polly, an Ritas Stelle aufzutreten. Von Tony und Max ermutigt, stolpert die verlegene Polly auf die Bühne, und obwohl sie alle Zeilen und Nummern auswendig kennt, erstarrt sie, bis die anderen sie dazu bewegen. Das eifersüchtige Chormädchen Maisie versucht, Polly in den Schatten zu stellen, die sich allmählich mit der Rolle der „Polly“ anfreundet, einem Mädchen, das vorgibt, reich zu sein und einen geheimnisvollen Freund hat, der sie zum abendlichen Kostümball begleiten wird.
Inzwischen fährt ein Sportwagen mit Chauffeur vor dem Theater vor, in dem der berühmte Hollywood-Regisseur De Thrill sitzt, der das Stück verfilmen will. Obwohl Max sich über die Anwesenheit von De Thrill freut, bedauert er Ritas Abwesenheit und den schäbigen Zustand des Ensembles und des Theaters und stellt sich wehmütig eine königliche Inszenierung von Der Freund des Jungen mit spektakulären Bühnenbildern, Kostümen und einem vollen Orchester vor. Das Ensemble und die Bühnenarbeiter helfen Polly weiterhin bei ihrer Aufführung, beschriften Requisiten und tanzen um sie herum, wenn es nötig ist.
Auf der Bühne vermutet Moyras Figur Madame Dubonnet, dass Polly ihren exotischen Freund erfunden hat, um ihre einfache Herkunft zu verbergen. Als Tony die Bühne betritt, stellt sich die verliebte Polly die griechische Partyszene als wilde Party im Freien vor und ist fast überwältigt. De Thrills Anwesenheit elektrisiert die Truppe und Maisie macht sich daran, den Regisseur auf Kosten ihres Tanzpartners Tommy zu beeindrucken. Hinter der Bühne taucht endlich Rita auf, die der nervösen Polly Mut zuspricht und ihr sagt, sie solle „so tun, als ob“. Obwohl Percy sich über die Zusammenarbeit mit Polly beschwert, weil sie ein Cockney ist, und immer wieder mit dem Ausstieg droht, führen er und Moyra zur Erleichterung von Max ihre Nummern auf. Auf der Bühne erscheint Tony als Bote, der Pollys Clownskostüm „Pierrette“ für den Ball überbringt. Polly gibt zu, dass sie eigentlich keinen Freund hat, der sie als „Pierrette“ begleiten könnte, und bittet den Boten impulsiv, sie zum Ball zu begleiten. Sein zustimmendes Lied, untermalt von der Musik eines Plattenspielers, lässt die Zuschauer von De Thrill an eine fantastische Produktionsnummer in Silber, Schwarz und Weiß denken, in der zwei riesige Plattenspieler zu sehen sind, auf denen das gesamte Ensemble um Polly und Tony herumtanzt. In der Pause ist Polly so fasziniert von Tony, dass sie impulsiv und sehnsüchtig zu einem Bild von ihm singt, während De Thrills Versuch, mit ihr Kontakt aufzunehmen, von der forschen Maisie abgebrochen wird. Als Polly Tony und das Chormädchen Dulcie allein sieht, bricht ihr das Herz. [Eine Pause unterbricht die Geschichte an dieser Stelle].
Die Vorstellung geht weiter, und auf der Bühne belügt Polly den Boten Tony, indem sie vorgibt, wohlhabend zu sein, und das Paar träumt davon, in ein einfaches Haus in Bloomsbury zu ziehen. Nachdem der Bote gegangen ist, fragen Pollys Freunde sie nach ihrem Freund. Während Polly sich hinter der Bühne umzieht, fragt sie sich, warum Tony ihr ständig aus dem Weg geht. Genervt von Maisies ständiger Übertreibung und Selbstüberschätzung erteilen ihr Tommy und die Chorknaben auf der Bühne eine Lektion, indem sie ihre gemeinsame Nummer ruinieren. Doch schon bald kann niemand in der Truppe dem Drang widerstehen, sich mit De Thrill anzulegen, und jede Nummer wird immer ausgefallener. Auf der Bühne wird Polly mit dem Boten Tony wiedervereint, der seine Gefühle für sie bekräftigt. Als die wohlhabenden Lord und Lady Brockhurst erscheinen, flieht Tony plötzlich, was Pollys Freunde dazu veranlasst, ihn eines kriminellen Verhaltens zu verdächtigen. Max, der in einer der letzten Nummern zur Show stößt, ist entsetzt, als das ihn begleitende Chormädchen begeistert ihre Krankenschwesternuniform auszieht und dem amüsierten De Thrill eine Vampirnummer vorführt.
Als Tony schließlich nicht zum Ball kommt, führen Percy und Moyra die Truppe in einer Nummer an, in der sie Polly in ihrem „Pierrette“-Kostüm bemitleiden. Dann taucht Tony als Pierrette verkleidet auf und erschreckt die wirklich untröstliche Polly. In einem Moment, der nicht zur Show gehört, überreichen Tony und Dulcie Polly eine große Torte, auf der Tony ihr seine Liebe zu Polly gesteht. Die Show geht weiter, als Tony zugibt, dass er kein Bote ist, sondern der reiche Sohn von Lord Brockhurst, und sich für seine Herkunft entschuldigt.
Überglücklich gibt Polly zu, dass sie nicht reich ist und hofft, dass Tony sie trotzdem lieben kann. Als die Show mit dem Versprechen von Tony und Polly endet, glücklich bis ans Ende ihrer Tage zu leben, wartet die Truppe gespannt darauf, dass De Thrill sie auswählt, um nach Hollywood zu gehen. Polly ist überrascht, als Rita weinend das Publikum verlässt, und erst jetzt wird ihr klar, wie gut sie als Zweitbesetzung war. Hinter der Bühne enttäuscht De Thrill alle, indem er verkündet, dass er sich entschieden hat, stattdessen Singin' in the Rain zu drehen, und hinterlässt eine Karte für Polly. In der Gewissheit, dass De Thrill sie mitnehmen wird, bereitet sich Maisie darauf vor, das Ensemble zu verlassen. Doch als De Thrill in der Hintergasse Tommy einen einzigartigen Tanzschritt vorführen sieht, erkennt er in ihm seinen lange verlorenen Sohn, und die beiden sind wieder vereint, während Maisie zurückbleibt. Nachdem der Regisseur mit Tommy gegangen ist, liest Polly seine Karte, die sie nach Hollywood einlädt, aber sie sagt Tony, dass sie lieber eine gemeinsame Wohnung in Bloomsbury haben möchte.

## Produktion

### Entwicklung
Das Musical wurde im November 1954 uraufgeführt und war ein großer Erfolg. Es lief über fünf Jahre lang in London und machte Julie Andrews zum Star. MGM erwarb die Filmrechte im Februar 1957 und beauftragte Ernie Martin und Cy Feuer mit der Produktion, wobei die Besetzung entweder Debbie Reynolds oder Carol Channing umfassen sollte. Neue Songs sollten hinzugefügt und das Drehbuch teilweise geändert werden. Im Januar 1958 wurde bekannt gegeben, dass der Film noch im selben Jahr mit Debbie Reynolds gedreht werden sollte, der Film wurde jedoch nicht realisiert.
Im Februar 1961 sagte Reynolds, „das Projekt sei eines von dreien bei MGM, die sie gerne machen würde“ (die anderen sind Jumbo und The Elsie Janis Story), aber „sie machen heutzutage einfach keine Musicals mehr“.
Einige Jahre später bot Ross Hunter, der ursprünglich versucht hatte, das Projekt zu kaufen, aber von MGM überboten worden war, dem Studio die Rechte für 450.000 Dollar an. Hunter beschloss, sein eigenes Musical nach dem gleichen Muster zu drehen, und so entstand Modern Millie – Reicher Mann gesucht.
Im Juni 1970 gaben MGM und EMI bekannt, dass sie gemeinsam vier Filme produzieren würden, wobei jede Firma 1 Million Pfund beisteuern würde. Bei den Filmen handelte es sich um Jack rechnet ab, Der Mittler, Wen die Meute hetzt und Boyfriend (Ihr Liebhaber). Robert Littman war der Leiter der europäischen Aktivitäten von MGM. Der Film wurde nach Jack rechnet ab und Der Mittler gedreht und war der erste Film der neu gegründeten EMI-MGM Film Productions Ltd.
Dan Ireland meinte, Russell habe den Film zum Teil als Reaktion auf die Kontroverse um Die Teufel (1971) gedreht, Russell gab zu, er habe es getan, „um den Leuten zu beweisen, dass ich nicht völlig verrückt bin. Ich liebe die Unschuld und den Charme von Musicals“.
Die Dreharbeiten begannen im April 1971, nur zehn Tage nachdem Russell die Arbeit an Die Teufel beendet hatte. Während der Dreharbeiten sagte Russell, der Film solle „ein Urlaub nach Die Teufel sein – nur Unterhaltung. Es stellte sich heraus, dass es der härteste Film war, den ich je gemacht habe“.

### Hauptrolle

#### Twiggy
Ken Russell war mit dem Fotomodell Twiggy befreundet, die in die Filmbranche einsteigen wollte – 1968 kündigten sie an, dass sie die Hauptrolle in The Wishing Tree spielen würde, bei dem Russell Regie führte, der Film wurde jedoch nicht gedreht. Twiggy war eines der berühmtesten Fotomodelle der Welt gewesen, hatte sich jedoch 18 Monate vor dem Film zurückgezogen.
Twiggy hatte eine Wiederaufführung von The Boy Friend gesehen und schlug Russell vor, sie in einer Filmversion zu inszenieren. Russell erzählte einem Journalisten scherzhaft, dass er den Film machen würde, woraufhin sich ein MGM-Manager bei ihm meldete und ihm mitteilte, dass sie die Rechte schon seit Jahren hätten, aber nicht wüssten, wie sie den Film machen sollten. Der Manager war der Meinung, dass der „Zwanziger-Jahre-Stil“ des Musicals auf der Bühne funktionierte, aber nicht im Film. „Es ist manieriert und gestelzt, und die Pappfiguren werden nie lebendig.“ Sie fragten Russell, ob er an einer Adaption interessiert sei, und er stimmte zu. „Ehrlich gesagt, so kam das alles zustande“, sagte Russell.
MGM machte sich Sorgen um Twiggy, aber Russell sagte: „Geben Sie mir drei Monate, und ich lasse sie tanzen wie Ginger Rogers und singen wie Judy Garland.“
Ihr Freund und Manager, Justin de Villeneuve, fungierte als Produzent. „Justin schwört, dass sie alles kann“, sagte Sandy Wilson vor Beginn der Dreharbeiten, „und ich denke, er hat wahrscheinlich recht“.
„Das Tanzen hat mich fast umgebracht“, sagte Twiggy.

#### Christopher Gable
Die männliche Hauptrolle spielte Christopher Gable, der wegen eines chronischen Fußleidens das Royal Ballet verlassen hatte, um eine Schauspielkarriere zu verfolgen.
Gable erinnerte sich: „Twiggy war einfach großartig; sie mag zwar dünn sein, aber sie ist zäh. Das Musical selbst war nicht sehr unterhaltsam. Es liegt in der Natur eines Musicals, dass man unermüdlich fröhlich sein muss, dass man immer lächelt und deshalb auch immer tanzt. Nach vier Monaten hat man keine Lust mehr“.

### Musik
Sandy Wilsons Musik im Stil der 1920er Jahre wurde von Peter Maxwell Davies arrangiert, der auch die Musik zu The Devils lieferte. Davies fügte Musik für eine Traumsequenz hinzu. Russell fügte speziell für Twiggy zwei Nummern aus Singing in the Rain hinzu, „You Are My Lucky Star“ und „All I Do Is Dream of You“.

### Dreharbeiten
Die Dreharbeiten dauerten 18 Wochen und wurden im September abgeschlossen. Die großen Nummern der Produktion wurden in den Elstree Studios in London gedreht, der Rest im New Theatre Royal in Portsmouth.
„Ich weiß, dass The Boy Friend eines der größten Musicals aller Zeiten werden wird“, sagte Russell. „Ich habe zwar nur 24 Mädchen statt 300, aber die Musicalnummern und Traumsequenzen von Busby Berkeley werden Sie umhauen. Ich inszeniere es wie ein kitschiges Theaterstück in der Provinz, das von einem großen Hollywood-Regisseur besucht wird. Man sieht die großen Fantasien, die er sich in seinem Kopf vorstellt. Es wird fantastisch werden“.
„Sein Hauptproblem ist es, sich selbst zu kontrollieren“, sagt Harry Benn, Associate Producer. „Ihm gehen so viele Ideen durch den Kopf, dass sein – und unser – Problem darin besteht, sich zu beherrschen.“
Russell sagt, dass de Villeneuve sich während der Dreharbeiten eifersüchtig und ausgeschlossen fühlte, was Twiggys Leistung beeinträchtigte, so dass Russell versuchte, ihn vom Set fernzuhalten. Irgendwann drohte de Villeneuve damit, Twiggy aus dem Film zu werfen. Dies führte zu Spannungen zwischen Russell und Twiggy, obwohl sie schließlich wieder zusammenkamen, während Twiggy ihre Beziehung zu de Villeneuve 1973 beendete.
Als der Film fertig war, sagte Russell: „Ich wollte schon immer ein Musical machen, aber nie wieder. Es ist, als würde man versuchen, die Pyramiden wieder aufzubauen, wenn alle vergessen haben, wie sie gebaut wurden. Die einfachsten Dinge verwirrten uns, wie diese wunderbaren dunklen, glänzenden Hollywood-Böden. Wir mussten so viele Materialien ausprobieren, um die Böden zu streichen. Wenn wir die richtige Farbe gefunden hatten, tanzten die Mädchen darauf und der Boden war ruiniert“.
De Villeneuve wollte Twiggy und Tommy Tune in Gotta Sing, Gotta Dance spielen lassen, aber der Film wurde nie gedreht. Twiggy und De Villeneuve trennten sich 1973 und Twiggy und Tune arbeiteten wieder zusammen in der beliebten Show My One and Only.

### MGM-Schnitte
James Aubrey, der Chef von Metro-Goldwyn-Mayer, ordnete an, 25 Minuten aus dem Film für die Veröffentlichung in den USA herauszuschneiden. Michael Laughlin, dessen Film Chandler (1971) ebenfalls von Aubrey nachträglich umgeschnitten wurde, behauptete, Russell habe gesagt, er würde nach Los Angeles gehen, um „Jim Aubrey zu ermorden“. Russell bestritt dies und behauptete, er habe gesagt, er wolle nach Los Angeles gehen, um den Filmkritiker Rex Reed (der Russell kritisch gegenüberstand) zu ermorden, und erinnerte daran, dass er seinen nächsten Film, Savage Messiah, für MGM drehte. Er sagte, wenn Aubrey den Film schneiden wolle, sei das sein gutes Recht.
Unter dem Material, das MGM für die US-Veröffentlichung kürzte, befanden sich:
- zwei Lieder: „It's Nicer in Nice“ und „The You-Don't-Want-to-Play-with-Me Blues“.
- eine siebenminütige Sequenz, in der sich die von Twiggy gespielte Figur die gesamte Besetzung bei einem Bacchanal vorstellt
- ein Running Gag mit der Ehefrau (Anne Jameson) eines untreuen Schauspielers.[23]

Russell schrieb, dass die Kürzungen bedeuteten, dass „alle Beziehungen in der letzten Rolle völlig bedeutungslos wurden“.
Später behauptete er, er hätte den Film „während der Drehbuchphase kürzen sollen, aber da ich entschlossen war, der Originalserie treu zu bleiben, habe ich alles beibehalten! MGM, die den Film finanzierten, übernahmen die Arbeit für mich. Ein Gorilla mit Boxhandschuhen und einer Gartenschere hätte das besser machen können“.
Russell war nur einer von vielen Regisseuren dieser Zeit, die sich darüber beschwerten, dass MGM und Aubrey ihre Filme umgeschnitten hatten.
Sandy Wilson sagte 1994 in einem Interview, dass er den Film nicht mochte. „Ich erkenne einige der Melodien. Wenn das Twiggy zu einem Filmstar gemacht hätte, dann ja... aber ihr Ruhm ist längst verblasst. Um Russell gerecht zu werden, der Film gehörte überhaupt nicht auf die Leinwand“.
Russell schrieb später über den Film in seinen Memoiren The Lion Roars von 1994:

„Trotz der großen Routine Busby Berkeleys, des Neuigkeitswertes der Bühnenshow, der großartigen Gesangs- und Tanzeinlagen der Darsteller … und den brillanten Entwürfen von Shirley Kingdon und Tony Walton war der Film ein Flop. Die Darsteller waren zu breit, die Gags zu langatmig und das Tempo zu langsam. Ich hätte den Film in der Drehbuchphase kürzen sollen, aber ich war fest entschlossen, dem Original treu zu bleiben, und behielt alles bei!“

1987 wurde eine Version des Films veröffentlicht, in der die 25 Minuten restauriert wurden.

## Rezeption
Der Film wurde gleichzeitig in London und New York uraufgeführt, die Südostpremiere fand im Cherokee Theater in Atlanta statt. Zur Einführung in den Film trugen Models auf der Bühne zeitgenössische Mode aus dem Film.

### Einspielergebnisse
Im Januar 1972 berichtete die Los Angeles Times, dass der Film „in New York und L.A. bereits große Summen einspielt“ Im Oktober 1972 erklärte Russell: „Was das Publikum will, sind Sex und Gewalt, keine Familienfilme. Ich habe The Boy Friend gedreht, und niemand hat ihn gesehen“. Zu diesem Zeitpunkt hatte der Film in den USA bereits 3 Millionen Dollar eingespielt.
Im Juni 1974 erklärte Jack Haley Jr. von MGM, der Film habe dem Studio „mehrere hunderttausend Dollar“ Gewinn eingebracht. Er führte dies darauf zurück, dass der Film nur 2,2 Millionen Dollar gekostet hatte. „Er war nicht so teuer, weil er eine schöne Filmmusik hatte, aber keine Hits. Twiggy war ein internationaler Star, aber abgesehen von ihr gab es keine großen Ausgaben für Talente.“ Die Tatsache, dass der Film in England gedreht wurde, half ebenfalls. Wäre der Film in Hollywood gedreht worden, so Haley, „hätten die Kosten über 5 Millionen Dollar betragen, was für MGM einen beträchtlichen Verlust bedeutet hätte“.

### Kritiken
Variety lobte den Film und bemerkte: „Wenn es sonst nichts gibt – aber der Film hat mehr zu bieten – dann ist Ken Russells Adaption von Boyfriend (Ihr Liebhaber) ein wunderbares Vehikel für Twiggy, eine clevere junge Schauspielerin. Es ist eine charmante Unterhaltung, originell und fesselnd“.
Roger Ebert von der Chicago Sun-Times schrieb: „Selbst wenn er nicht absichtlich Berkeley-Abstürze macht, ist (Ken Russells) Kamera so freudlos, dass sie jede Szene untergräbt“.
Roger Greenspun schrieb in der New York Times: „Ich bin überrascht, dass der Film sehr nach meinem Geschmack ist; erstens, weil er oft ebenso witzig wie raffiniert ist; zweitens, weil er seine Variationen auf den unverkennbaren und immer noch wunderbaren Text und die Musik von Sandy Wilson aufbaut; und drittens, weil er von einer charmanten und energiegeladenen Besetzung getragen wird“.
1973 sagte Fred Astaire: „Ich mag es nicht, wenn sie die alten Filme zerreißen und lächerlich machen“, und bezog sich damit auf Boyfriend (Ihr Liebhaber). Regisseur Richard Quine zufolge verliebte sich Astaire jedoch in Twiggy, als er den Film sah, und empfahl Quine, Twiggy in W (1974) zu verwenden.
Im Juni 1987 besprach der Filmkritiker der Los Angeles Times, Kevin Thomas, die restaurierte Fassung mit den Worten: „Es ist ein Genuss, einer der Höhepunkte in Russells außergewöhnlich ungleicher Karriere“.
In einem Artikel für Turner Classic Movies aus dem Jahr 2003 schreibt Felicia Feaster: „Trotz seiner vielen Reize wird The Boy Friend oft als minderwertiger Film im Vergleich zu Russells 'ernsthaften' Dramen angesehen … Aber es ist nicht zu leugnen, dass Russell einen völlig originellen und erfinderischen selbstreflexiven Ansatz für klassische Hollywood-Musicals gewählt hat. Russell begnügt sich nicht damit, diese Filme zu ehren, sondern verleiht The Boy Friend auch einen modernen Touch, indem er britische Klassenspannungen, Andeutungen von Lesbentum, derbe Körperkomik und einen aufschlussreichen Vergleich von Film- und Bühnenhandwerk einführt... und zeigt, dass in den Momenten der Filmfantasie alles möglich ist, im Gegensatz zur Bühne, wo die Regeln der Schwerkraft und der Realität schwerer wiegen. Ein Großteil der Kritik … mag auch auf eine schlecht geschnittene amerikanische Veröffentlichung zurückzuführen sein … die die Wahrnehmung dieses äußerst magischen Films negativ beeinflusst hat.“

## Auszeichnungen und Nominierungen
Das National Board of Review wählte Ken Russell zum Besten Regisseur, und Twiggy gewann zwei Golden Globe Awards als Beste Nachwuchsdarstellerin und Beste Hauptdarstellerin – Komödie oder Musical.
Der Film wurde für den Academy Award in den Kategorien Beste Filmmusiknominiert, den Anatevka gewann.